# Maria Sèthe

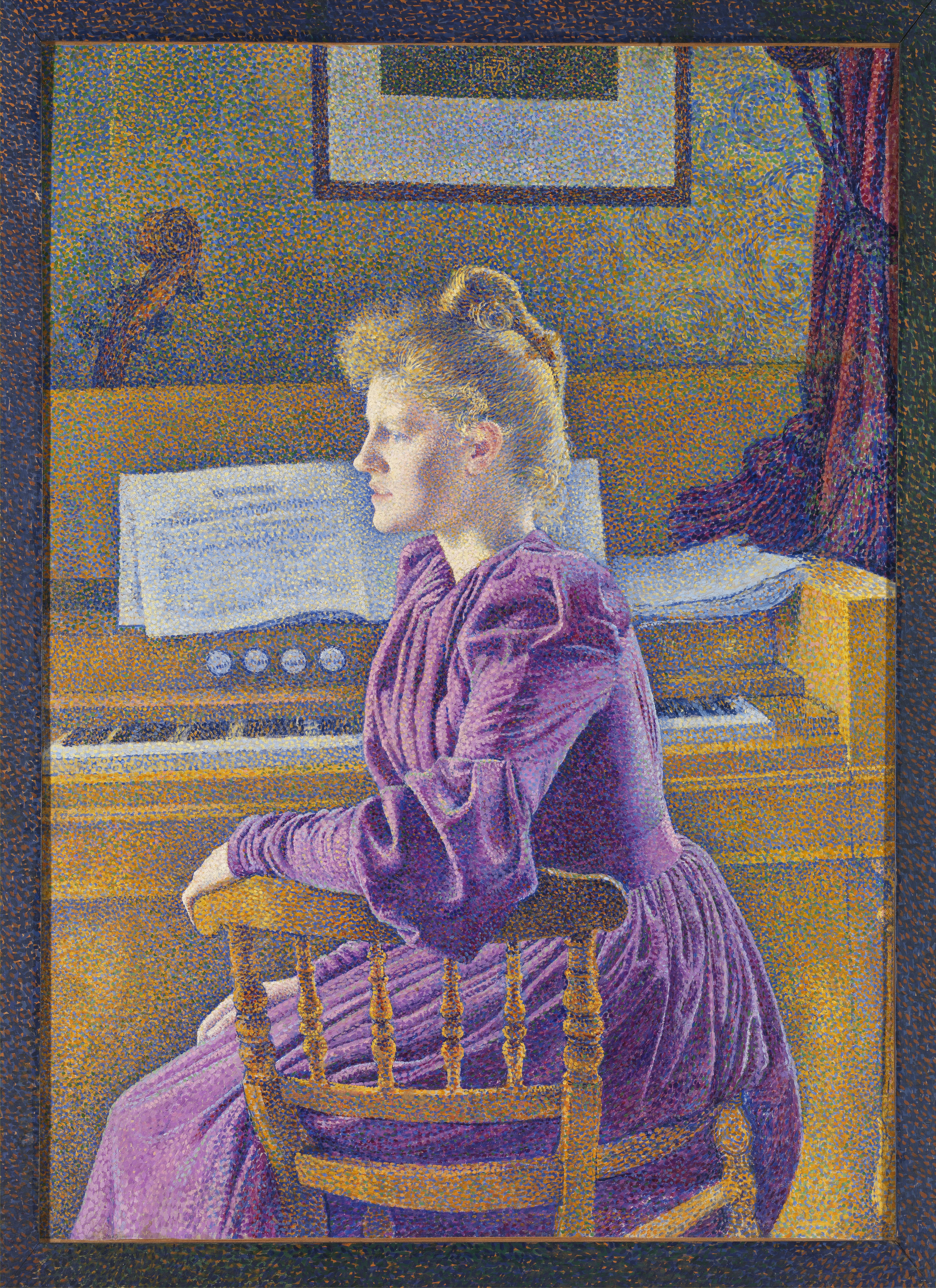
Maria Sèthe, de latere mevrouw Henry Van de Velde, Theo Van Rysselberghe, 1891, Koninklijk Museum voor Schone Kunsten Antwerpen

Maria Sèthe, ook gekend onder de naam Maria Van de Velde of Marie-Louise Van de Velde (Parijs, 1 september 1867 – Tervuren, 27 juli 1943) was een Frans-Belgische tekenares, muzikante en vrouw van architect Henry Van de Velde. Ze was afkomstig uit een rijke familie die een grote rol speelde in het kunstenaarsleven. Ze sprak meerdere talen waaronder Engels, Frans en Duits.

## Familie
Maria Sèthe werd in Parijs geboren in een muzikale, kunstminnende familie. Haar vader, Gérard Sèthe, was een industrieel, gespecialiseerd in textiel. Haar moeder, Louise Frédérique Sèthe, was een vioollerares en afkomstig uit Duitsland. Ze verhuisde vervolgens op driejarige leeftijd naar België. Ze had twee zussen en een broer: Alice Adolphine Dubois, Irma Saenger-Sèthe en Walter Sèthe.

## Biografie
Maria Sèthe volgde schilderlessen bij Théo Van Rysselberghe, een neo-impressionistische kunstschilder. Hij schilderde ook enkele portretten van haar en haar zus Irma. Deze bevinden zich momenteel in het KMSKA te Antwerpen en het Musée du Petit Palais te Genève. Uit deze schilderijen blijkt ook de liefde voor muziek. Maria speelde zelf het harmonium. Haar zus speelde viool en was een leerlinge van Eugène Ysaÿe.
Vanaf 1892 kreeg ze ook lessen tekenen, schilderen en beeldhouwen van Georges Lemmen. Deze werden georganiseerd samen met haar schoonbroer, Paul Du Bois. Ze leert rond deze periode ook Henry Van de Velde kennen. Ze ontmoeten elkaar een eerste keer op de salons van Les XX en een tweede keer in 1893, tijdens een verblijf in Cadzand bij Van Rysselberghe. De lessen van Georges Lemmen zullen achteraf vitaal blijken te zijn in de creatieve ontwikkeling van Henry Van de Velde.
Net voor haar ontmoeting met Van de Velde in Cadzand, maakt ze haar eerste reis naar Londen waar ze in contact kwam met William Morris, John Ruskin en de ontwerpers van de Liberty-stoffen. Ze verdiepte zich ook in de opkomende Arts & Crafts movement. Wanneer Van de Velde haar toevertrouwt dat hij wil stoppen met schilderen en zich wil focussen op de kunstambachten gaat ze helemaal mee in zijn ideeën. Tijdens een volgende reis verzamelde ze voor hem stalen van stoffen en patronen van behangpapier. Ze vertelt hier uitvoerig over in brieven aan hem.
In 1893 krijgt Van de Velde de toestemming om met haar te trouwen. Hun trouw vindt plaats op 25 april 1894 in Knokke. Ze zullen zeven kinderen krijgen waarvan er twee overlijden bij de geboorte: Cornélie (1897), Hélène (1899), Anne (1901), een tweeling Thyl en Thylla (1904), Thylbert I en Ann Louise (beide stil geboren).
Door het succes van Van de Velde in Duitsland verhuist de familie in 1900 naar Berlijn. Villa Bloemenwerf was nog maar twee jaar klaar. De periode in Berlijn was kort en impactvol. Door persoonlijke problemen krijgt Van de Velde een zenuwinzinking en vertrekt naar Zwitserland. Maria Sèthe neemt de zaken over terwijl haar man weg is. In 1902 vertrekt het gezin naar Weimar en blijft hier tot 1917. Vervolgens verhuizen ze naar Nederland op aanmoedigen van Walter Gropius. Ze blijven hier tot 1925. Ten slotte verhuizen ze in 1926 terug naar België. Tijdens deze periode is ze, naast haar eigen projecten, ook bezig met de boekhouding, het onderhouden van contacten en werfinspecties.
In 1943 overlijdt Maria Sèthe-Van de Velde na een lange ziekte.

## Bloemenwerf
Na hun huwelijksreis naar Nederland, begonnen ze met de bouw van Bloemenwerf te Ukkel. Sèthe ontwerpt onder meer de bloementuin en het behangpapier. Dat laatste werd gepubliceerd in het magazine L’Art décoratif van 1893-1894. Patronen zoals Dahlia en Tulp moesten ervoor zorgen dat zowel de binnen- als de buitenkant één geheel werd. Inspiratie voor de tuin vond ze onder meer in boeken van William Robinson en The English Flower garden and home grounds. Van de Velde ontwerpt het interieur en de bijbehorende meubelen. Het huis kan gezien worden als een gesamtkunstwerk waarbij alles tot in het kleinste detail op elkaar afgestemd was. Hij ontwierp ook de kledij van zijn vrouw en kinderen. De moeder van Maria zal, na de voltooiing van het huis, hun eerste klant worden.

## Artistieke invloed
Sèthe wordt vaak gelinkt aan haar man, de architect Henry Van de Velde. Het waren echter haar contacten die zorgden voor de artistieke groei van Van de Velde. Haar connecties met onder meer Georges Lemmen resulteerde in een samenwerking voor een rookkamer, maar ook enkele boekcovers van onder meer Nietzsche. Andere invloeden zijn onder meer de bekleding van meubilair met Liberty-stoffen. Na verloop van tijd nam Van de Velde afstand van de Engelse manier van werken, maar de invloed van Maria Sèthe was overduidelijk.
Ook op vlak van mode speelde het koppel Sèthe-Van de Velde een grote rol. Van de Velde zijn ontwerpen (die gemaakt werden voor en door zijn vrouw) namen afstand van het korset dat tot dan toe de mode bij vrouwen had gedomineerd. Kledij moest voor hem vrijheid en beweging geven. Sèthe zelf was een voorstander van een persoonlijke smaak, anders dan wat de norm was. Rond deze periode publiceerde ze ook een boek over ontwerpen genaamd Album de robes de dames exécutées d’après des projets d’artistes modernes. Enkele van hun ontwerpen werden tentoongesteld. Dit boek wordt ook vaak in relatie gebracht met de opkomst van de reformkleidung of de Victorian dress reform movement.